# 2003年9月
2003年9月的新闻事件：
请参看：
- 第58届联合国大会
- 2004年美国总统选举
- 中东和平路线图
- 欧盟扩大
- 北朝鲜核危机
- 恐怖主义
- 美军占领伊拉克
- 钓鱼岛

## 2003年

### 9月27日
- 欧洲空间局发射SMART-1探月卫星。

### 9月26日
- 日本北海道于这天早上发生黎克特制8级地震 ，震央在北海道襟裳岬冲。

### 9月20日
- 伽利略号太空探测器如期与木星相撞，并结束了持续14年的使命。（页面存档备份，存于）
- 美东华人在日驻美使馆前抗议日本占领钓鱼岛。

### 9月19日
- 中国卫生部从即日起恢复对中国内地传染性非典型肺炎疫情监测情况的每日通报。（页面存档备份，存于）
- 国务院任命汤显明为香港特别行政区海关关长。（页面存档备份，存于）

### 9月18日
- 新华网推出国内最大英文网站。（页面存档备份，存于）
- 考古人员在贵州发现最古老鲨鱼化石，这是目前中国发现的数目最多、齿列最长、个体最大、年代最久远的旋齿鲨化石，约2.8亿年。（页面存档备份，存于）

### 9月16日
- 第58届联合国大会开幕。（页面存档备份，存于）
- 中东和平路线图：美国否决安理会关于反对驱逐阿拉法特的议案。（页面存档备份，存于）
- 巴西科学家破译曼氏血吸虫基因，绘出其基因图谱。（页面存档备份，存于）

### 9月14日
- 瑞典全民公决，拒绝采用欧元货币。
- 爱莎尼亚公决，赞成加入欧盟。

### 9月13日
- 有598名二战后被遗弃在中国的日本公民将在本月底向法院集体起诉日本政府。（页面存档备份，存于）
- 联合国秘书长安南任命挪威人扬-埃杰兰特为新任联合国驻伊拉克特使。（页面存档备份，存于）
- 以色列表示将帮助印度方面建造一艘先进的潜艇。（页面存档备份，存于）

### 9月12日
- 中东和平路线图：联合国安理会主席发表讲话，呼吁以色列不要驱逐巴勒斯坦领导人阿拉法特。但是以色列方面拒绝撤消驱逐阿拉法特的决定。大陆方面表示驱逐无助于中东和平进程。（页面存档备份，存于）（页面存档备份，存于）（页面存档备份，存于）
- 联合国通过决议，取消对利比亚长达11年的制裁。
- 西班牙警方正式逮捕叙利亚裔半岛电视台记者泰西尔·阿洛尼。警方表示他与基地组织有关系。（页面存档备份，存于）
- 丹麦的著名标志“美人鱼雕像”遭人破坏。（页面存档备份，存于）
- 意大利总理贝鲁斯科尼为墨索里尼辩护，遭到指责。（页面存档备份，存于）
- 颱風鳴蟬吹襲南韓，造成113人死亡，13人失蹤，經濟損失逾13億美元。

### 9月11日
- 中东和平路线图：阿里埃勒·沙龙召集内阁会议决定驱逐阿拉法特。（页面存档备份，存于）
- 国际科研小组创造人类历史上最低温度纪录：他们在实验室内达到了仅仅比绝对零度高０．５纳开尔文的温度。（页面存档备份，存于）
- 恐怖主义：美国务院向全球发出恐怖袭击警告。（页面存档备份，存于）

### 9月10日
- 据美国天文学会发布的最新消息，科学家对太阳耀斑进行观测分析后发现，太阳耀斑在释放出大量能量的同时，产生了反物质，而且这些反物质与正常物质相遇并湮灭的地区与预期的地区不一样。
- 瑞典外长安娜·琳德（Anna Lindh）遭到刺杀，在次日伤重去世。

### 9月9日
- 新加坡卫生部证实，８日在新加坡总医院发现的一名非典疑似患者确实感染了SARS。（页面存档备份，存于）
- 中东和平路线图：以军基地附近发生自杀袭击8人丧生。

### 9月6日
- 巴勒斯坦总理马哈茂德·阿巴斯向巴勒斯坦民族权力机构主席阿拉法特递交辞呈辞职。（页面存档备份，存于）
- 美国总统乔治·沃克·布什今天就伊拉克及反恐问题发表全国讲话。（页面存档备份，存于）
- 美国和英国对香港政府撤回《国安条例草案》表示欢迎，美国同时表示，美国将一如既往的与香港政府进行多边对话。（页面存档备份，存于）
- 台湾今天进行在台北举行“正名运动”，民进党有两、三万人参加。游行民众高呼“台湾中国，一边一国”的口号，台湾前总统李登辉一家三代7口也参加了正名运动。（页面存档备份，存于） （页面存档备份，存于）
- 美军占领伊拉克：美国国防部长拉姆斯菲尔德在电视访问中表示，盟军不会撤出伊拉克。（页面存档备份，存于）
- 朝鲜核危机：据香港媒体报道，朝鲜最近将举行大规模集会，在朝鲜核开发问题上和美国抗争。（页面存档备份，存于）
- 美国和英国联合提出的旨在解决伊拉克问题的草案遭到法国和德国的反对，而联合国的十五个成员国就草案也出现严重的分歧。（页面存档备份，存于）

### 9月5日
- 以色列海军袭击约旦河西岸城市，1名以军士兵死亡，4名巴平民受伤。（页面存档备份，存于）
- 美国联邦调查局今天发表一份公告，宣布在全球范围内逮捕与针对美国进行恐怖袭击威胁有关的4名男子。（页面存档备份，存于）
- 香港特区行政长官董建华宣布撤销《国家安全（立法条文）条例草案》。

### 9月3日
- 香港金管局宣布推出港元新钞票。
- 香港立法会议员刘慧卿在沙田隆亨村的办事处被人淋粪便，警方已接受此案件。据信，刘慧卿事件是由于她上个月到台湾出席了由台湾独立人士举行的会议。（页面存档备份，存于）

### 9月2日
- 欧洲议会已经决定推迟对一项颇有争议的软件专利法案的表决。原定于本周一进行的这次表决将被推迟到9月22日。
- 颱風杜鵑吹襲香港，香港天文台在晚上8時10分發出九號烈風或暴風風力增強信號，是次為天文台自1999年颱風約克掠過香港後4年以來及21世紀首次發出九號信號，及首個「發出」而非「懸掛」的九號信號，亦是至1979年以來第一個雙風眼吹襲香港的颱風。